# Ludger Weeke
Ludger Weeke (* 25. April 1949 in Hamm) ist ein deutscher Wasserballspieler.
Ludger Weeke spielte während seiner ganzen Karriere für den SC Rote Erde Hamm. 1969, 1971, 1973 und 1975 war der 1,78 m große Angriffsspieler deutscher Wasserballmeister.
1967 debütierte er in der Nationalmannschaft, für die er insgesamt 180 Länderspiele bestritt. Bei den Olympischen Spielen 1968 in Mexiko-Stadt belegte er mit der deutschen Mannschaft den zehnten Platz. Es folgte der siebte Platz bei der Europameisterschaft 1970. Bei den Olympischen Spielen 1972 in München qualifizierte sich die deutsche Mannschaft mit einem zweiten Platz in der Vorrunde für die Finalrunde und belegte am Ende den vierten Platz. Nach dem achten Platz bei der Europameisterschaft 1974 erreichte die deutsche Mannschaft bei den Olympischen Spielen 1976 in Montreal den sechsten Platz. Insgesamt erzielte Weeke bei Olympischen Spielen elf Tore in 24 Spielen.
Ludger Weeke blieb auch noch Beendigung seiner Leistungssport-Karriere als Wasserballer aktiv. Obwohl als Jugendtrainer viele Jahre weiter für Rote Erde Hamm tätig, schloss er sich als Masters-Spieler dem Düsseldorfer Schwimmclub an, mit dem er 2018 Masters-Europameister wurde.